# Абскон
Абско́н (фр. Abscon) — коммуна во Франции, регион О-де-Франс, департамент Нор, округ Валансьен, кантон Денен. Расположена в 15 км к западу от Валансьена и в 38 км к югу Лилля. Через территорию коммуны проходит автомагистраль А21.
Население (2017) — 4 447 человек.

## Экономика
Структура занятости населения:
- сельское хозяйство — 0,0 %
- промышленность — 10,2 %
- строительство — 12,9 %
- торговля, транспорт и сфера услуг — 34,5 %
- государственные и муниципальные службы — 42,4 %

Уровень безработицы (2017) — 19,7 % (Франция в целом — 13,4 %, департамент Нор — 17,6 %). 

Среднегодовой доход на 1 человека, евро (2017) — 17 350 (Франция в целом — 21 110, департамент Нор — 19 490).

## Демография
Динамика численности населения, чел.

## Администрация
Пост мэра Абскона с 2008 года занимает Патрик Ковальчик (Patrick Kowalczyk). На муниципальных выборах 2020 года возглавляемый им левый список одержал победу в 1-м туре, получив 51,20 % голосов.
| Период | Период | Фамилия          | Партия        | Примечания |
| ------ | ------ | ---------------- | ------------- | ---------- |
| 1968   | 1977   | Эдуар Ассес      |               |            |
| 1977   | 1981   | Раймон Бе        |               |            |
| 1981   | 2000   | Жанна Лекю       |               |            |
| 2000   | 2008   | Пьер Брику       | Разные правые |            |
| 2008   | 2016   | Жильбер Дефос    | Разные левые  |            |
| 2017   |        | Патрик Ковальчик |               |            |